# Jevhen Protasov
Jevhen Jevhenovyč Protasov (in ucraino Євген Євгенович Протасов?; 23 luglio 1997) è un calciatore ucraino, centrocampista del Naftan.

## Carriera

### Club
Ha giocato nella prima divisione dei campionati ucraino, lituano, georgiano, kirghiso e bielorusso.

### Nazionale
Nel 2018 ha giocato una partita nella nazionale ucraina Under-21.

## Palmarès

### Club

#### Competizioni nazionali
- Supercoppa di Lituania: 1

Sūduva: 2022